# ウィスコンシン大学
ウィスコンシン大学（University of Wisconsin）は、アメリカ合衆国ウィスコンシン州の州立大学システムである。

## 概要
1848年に制定された設立法（州法）により、翌1849年に州都マディソンに創設された大学が最初である。その後、州内各都市に分校を設立、1971年にはウィスコンシン州立大学 (Wisconsin State University) を併合し、現在ではウィスコンシン大学システムとして、大学院が設置されているマディソン校とミルウォーキー校の2校を含む13の大学で構成する。別途、13の一般教養課程センター (College) および通信教育課程 (Extension) を持つ。大学システム全体で、学生総数16万名、教職員数3万2,000名を数える、全米最大規模の大学である。
ベトナム戦争中のダウケミカルの学内リクルートに端を発した反戦運動が、全米に拡大し、ベトナム戦争の終結を早めたといわれる。

## ウィスコンシン・アイディア
ウィスコンシン州では、州政府は州民が高等教育を受ける機会を平等に与える義務を負う、とされている。州民は州内のどの地域においても高等教育を享受し得るべきであり、州民全体の教育レベルの向上が、産業（農業・工業）や科学の発展、医療や福祉の充実などに貢献し、結果として州民の生活レベルを底上げし、豊かさをもたらす、との考えに立脚している。これは、大学キャンパス（分校）の増設やカリキュラムの拡充を経て「ウィスコンシン大学システム」へと発展した所以である。この教育哲学は「ウィスコンシン・アイディア」 (Wisconsin Idea) と呼ばれ1904年に提唱された。現在では、数多くの州がこの考え方に基づいて州立大学の運営を行っている。

## マディソン校
一般に、ウィスコンシン大学とは本校であるマディソン校 (University of Wisconsin-Madison) のことを指す。マディソン校は、ミシガン大学アナーバー校、ヴァージニア大学、ノースカロライナ大学チャペルヒル校、ウィリアム・アンド・メアリー大学、イリノイ大学アーバナ・シャンペーン校などと並び「州立版パブリック・アイビー (Public Ivy)」と呼ばれ、州内屈指の研究機関として高く評価されている。博士課程まで進む学生が多く、大学パフォーマンス評価センター (Center for Measuring University Performance) の2006年調査によれば、博士授与者 (Ph.D.) の人数は全米6位である。また、体育会は全米大学体育協会 (NCAA) 1部リーグ(Division I) のビッグ・テン・カンファレンス (Big Ten Conference) に所属し、全米選手権ではアイスホッケーの6度の優勝をはじめとして数多くの種目で全米チャンピオンに輝いている。
マディソン郊外の西15マイルの地点にはウィスコンシン大学マディソン校が管轄するパイン・ブラフ天文台がある。この天文台は36ンチ（91cm）反射望遠鏡を主力設備とし、ウィスコンシン大学の研究・教育や観測装置の試験などに利用されている。

## 主な卒業生・関係者
主要記事：w:List of University of Wisconsin–Madison people

### 卒業生
- マイロン・J・ゴードン - 経済学者、トロント大学教授
- 江夏由樹 - 中国史学者、一橋大学名誉教授
- 加藤幸次 - 教育学者、上智大学名誉教授
- 近久武美 - 機械工学者、北海道大学名誉教授
- 都築忠七 - 社会思想史家、一橋大学名誉教授
- 西沢利郎 - 経済学者、東京大学教授
- 三浦陽一 - 歴史学者、中部大学教授
- 熊代昭彦 - 元衆議院議員
- 稲神馨 - 栄養学者、九州大学農学部名誉教授、カネミ油症事件の解明者として有名
- 金山昌秀 - 医師
- 朝見行弘 - 弁護士
- 葛西敬之 - JR東海代表取締役名誉会長
- ニック・トンプソン - 総合格闘家
- コーリー・アンダーソン - 総合格闘家
- ディック・チェイニー - 第46代アメリカ合衆国副大統領

### 精神医学科 教授
- ジュリオ・トノーニ - 精神科医、神経科学者